# Ivan Soeldner
Ivan Soeldner (18. listopadu 1939 Bělehrad – 15. srpna 1970 Koclířov u Svitav) byl český publicista – novinář, fotograf, filmový kritik, dramaturg, scenárista a režisér. Vrchol jeho tvůrčí činnosti přišel ve druhé polovině 60. let 20. století, před úmrtím v roce 1970 při autonehodě. Jeho bratranci byli Jiří a Ondřej Suchý.

## Mládí za druhé světové války a studium
Narodil se 18. listopadu 1939 v Bělehradě. Jeho otec JUDr. Erich Soeldner (in memoriam oceněn Československým válečným křížem za zásluhy v boji o osvobození republiky), styčný důstojník čs. armády v Jugoslávii, byl rok poté zatčen za činnost v odboji a v květnu 1942 popraven nacisty v berlínské věznici Plötzensee. Ivan zamířil s matkou do Palestiny, kde zůstal až do konce druhé světové války, než se v roce 1946 vrátili do Československa.
V roce 1956, po maturitě na jedenáctileté střední škole v Karlových Varech, studoval na pražské FAMU, katedru filmové a televizní vědy, kterou ukončil v roce 1963. Během studia, které musel z politických důvodů dočasně přerušit, absolvoval základní vojenskou službu. Nejdříve ve Znojmě a Jemnici, druhým rokem ve Studiu Čs. armádního filmu jako asistent režie na dvoudílném střihovém filmu Svědectví. Po studiích krátce pracoval jako redaktor tiskového oddělení Filmového ústavu, od 1. září 1963 jako dramaturg ve Studiu dokumentárního filmu, později jako dramaturg Zpravodajského filmu, a od října 1969 jako režisér Krátkého filmu.

## Publicistická činnost „píšícího fotografa“

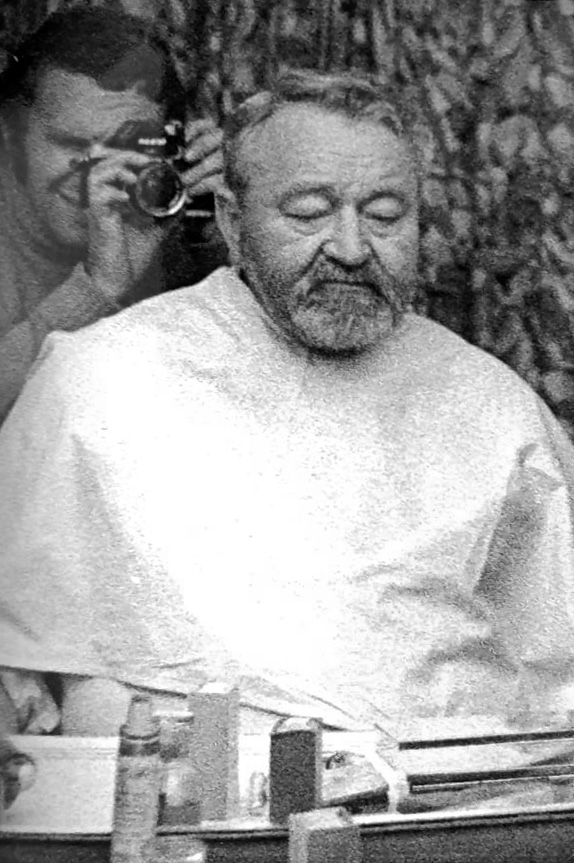
Autoportrét s Janem Werichem, filmová studia Barrandov (1969)

Již během středoškolských studií byl publicisticky činný. Nejdříve jako stálý spolupracovník karlovarské Stráže míru. Začal také fotografovat a zdokumentoval část Evropy. Své texty o osobnostech kultury, zejména filmových tvůrcích z domova i zahraničí, doprovázel vlastními fotkami.
První rozhovory s herci učinil už jako gymnazista na filmovém festivalu v Karlových Varech. A jedním z prvních zpovídaných byl Jan Werich. „Stráž čeho?“ podivil se Werich poté, co se mu odvážný mladík představil. „Míru,“ odvětil lakonicky Soeldner. „To tedy máte co hlídat,“ zavtipkoval Werich. Začátek netypického rozhovoru na stránkách okresních novin charakterizoval autora i jeho další vývoj. Novinář a spisovatel Ondřej Suchý, který do západočeských lázní jezdil každé léto na prázdniny k tetě Janě Soeldnerové, považoval bratrance Ivana za svůj velký vzor.
Ivan Soeldner se též zajímal o populární hudbu, jazz a divadlo. Spolupracoval s řadou časopisů a novin, mezi něž patřily Lidová demokracie, Mladá fronta, Host do domu, Plamen, Čs. voják, Čs. mládež, Čs. fotografie, Fotografie X, Divadelní noviny, Film a doba, Kino, Zítřek, Politika, Mladý svět, Student, Universita Karlova, Svět v obrazech, Květy, Melodie, Vlasta, Film a divadlo, sborníky Taneční hudba a jazz, polské časopisy Sztandar mlodych a Film nebo německý deník Volksstimme. V roce 1968 připravil pro nakladatelství Olympia kapesního průvodce po nočních podnicích hlavního města, Praha v noci, který vyšel v několika jazykových mutacích.
Soeldnerovy reportáže z filmových a hudebních festivalů v Benátkách, Canes, Midem a Karlových Varů, kde fotil mj. Claudii Cardinalovou, Alaina Delona, Salvadora Dalího, Federica Felliniho nebo Marcella Mastroianniho, plus analýzy filmů, vytvářely svědectví o čs. nové vlně. Blanka Kovaříková v Nové Vlastě uvedla, že psal neotřelým, provokativním a lehce bulvárním stylem. Zajímala ho tabuizovaná témata. V čase celkového uvolnění v polovině 60. let navštívil zákulisí Crazy Horse Saloonu v Paříži nebo Playboy Clubu v Londýně. Jeho profesní krédo znělo: „Docela rád se vyskytuji tam, kam nepatřím, a přiznávám, že ani pocit jistého nebezpečí, mírného nebezpečí v mezích zákona mi není proti mysli.“ 
Na stránkách specializovaného časopisu Kino dával ve vlastním seriálu hercům otázku: „Jak se máte, paní Jirásková (pane Kopecký… apod.)?“ Za normalizace už ale filmové recenze a rozhovory musel psát pod pseudonymem Jan Michal. Jeho posledním příspěvkem byl rozhovor s režisérem Jurajem Herzem.

## Dokumentární dílo, Pražské jaro 1968 a zpravodajství z okupace

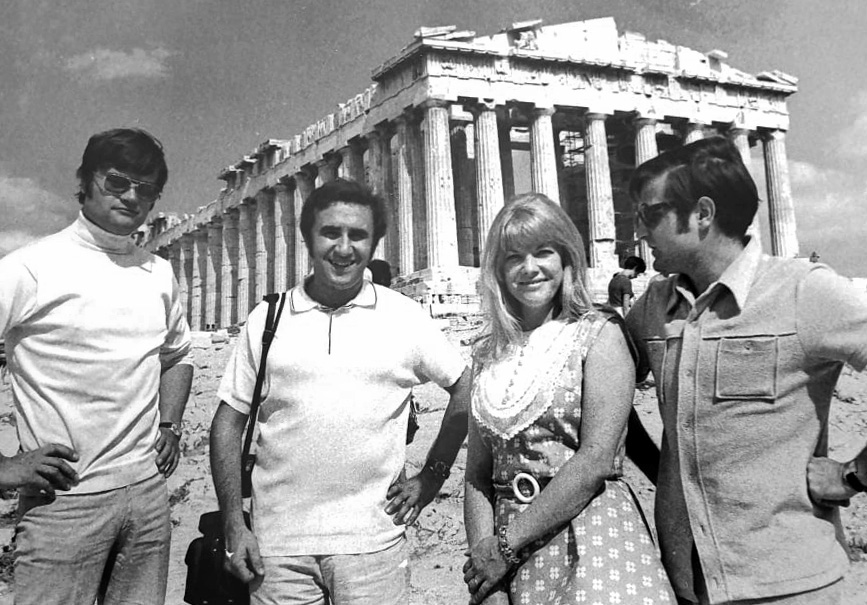
Karel Svoboda, Ivan Soeldner, Eva Pilarová a Jiří Štaidl pod Akropolis (1969)

Ke krátkým filmům psal původně jen komentáře. Později jich sám řadu natočil, včetně klasických filmových týdeníků a monotematických Reflektorů a Radarů. Krátký film Nastavil jaksi životu zrcadlo (1964) byl věnovaný 400. výročí narození dramatika Williama Shakespeara, v němž ukázal přístup několika generací herců a režisérů k jeho dílu. Horečka (1964) se zase věnovala mladé hudbě, konkrétně začínající beatové skupině Olympic a zpěvákům Josefu Lauferovi, Miki Volkovi, Yvonne Přenosilové a Pavlu Bobkovi. Hallo Satchmo (1965) pojednával o pobytu trumpetisty Louise Armstronga v Praze (společné dílo s Janem Špátou). První mezinárodní festival taneční písně v Bratislavě zachytil v dokumentu Zlatý klíč k Dunaji (1966). Striptérka (1967) byla nezvyklou a otevřenou zpovědí mladé ženy, Jeanetty z Düsseldorfu, matky šestileté dcery, která se deset let živila striptýzem v západoněmeckých barech. Tento autorský krátký film ale rychle zamířil do trezoru. A stejný osud potkal středometrážní Československé jaro 68 (1968) a filmy Dubček (1968) a Portrét 6. prezidenta o Ludvíku Svobodovi (1968), na nichž pracoval společně s režisérem Bohuslavem Musilem.
Ve Zpravodajském filmu byl nejen u všech důležitých událostí pražského jara 1968, ale i u následné srpnové okupace. S kameramanem Vladimírem Holomkem projížděl ještě za tmy, od časných hodin 21. srpna 1968, hlavní město od Ruzyně na Pražský Hrad, aby pořídili vůbec první filmové důkazy o obsazení Prahy okupačními vojsky Varšavské smlouvy v čele se Sovětskou armádou. Před budovou ÚV KSČ natočili kulometnou dávku, kterou nervní posádka obrněného transportéru číslo 002 skosila první oběti. Z nastřádaného materiálu Soeldner sestavil tzv. „okupační“ týdeníky (napsal k nim též průvodní texty). Nařízením byly staženy a většina kopií zlikvidována.
Na podzim roku 1968 kladl politikům na Hradě v čele s Dubčekem a Smrkovským otázku, zda se mohou cítit šťastní.
Kromě práce na zpravodajských týdenících natočil turistický snímek Československo v obrazech (1968), Top manager (1970) o jednom z prvních manažerů v TOS Kuřim a České loutky (1970), o historii loutkařství, od buditelů této profese po Jiřího Trnku. Napsal rovněž řadu komentářů pro televizi, zejména k pořadům Europarty. Jako autor a režisér zrealizoval portréty zahraničních zpěváků, například Francouzky Mireille Mathieu (1967), Jugoslávce Ivo Robiče (1967) nebo pořad se zahraničními účastníky Bratislavské lyry v roce 1967. Pro Československou televizi režíroval obrazovou podobu písniček, které v Praze v doprovodu orchestru Karla Vlacha nazpívala na gramofonovou desku holandská zpěvačka Ria Valk.
Jako dramaturg Zpravodajského filmu sestavil z dobových materiálů dokument Ejhle člověk, v němž je zachycena závěrečná řeč komunistického prokurátora Josefa Urválka ve vykonstruovaném procesu, který skončil trestem smrti pro bývalého generálního tajemníka ÚV KSČ, Rudolfa Slánského.

## Televizní seriál o hudbě s Jiřím Suchým

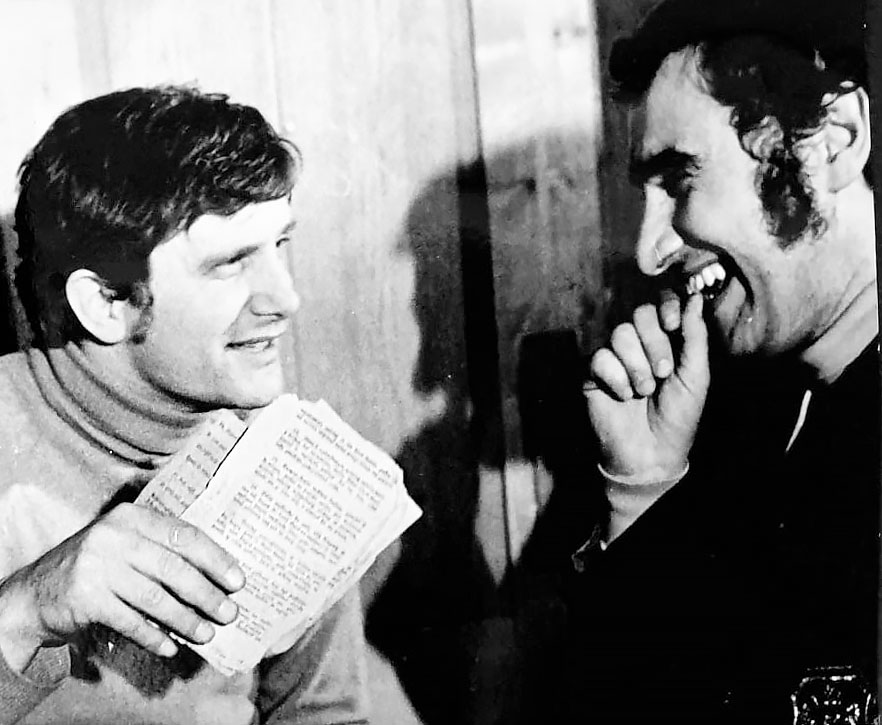
Bratranci Jiří Suchý a Ivan Soeldner při práci na Grandsupertingltanglu (1970).

Jeho nejrozsáhlejším dílem byl televizní seriál z dějin české populární hudby, nazvaný Grandsupertingltangl (1969 až 1970), zahrnující ve čtrnácti půlhodinových epizodách písňovou tvorbu od kramářských písní, přes Karla Hašlera, Rudolfa Frimla, R. A. Dvorského, trampskou píseň, lidovku, filmové melodie, hudební komedii, tvorbu Ježka, Voskovce a Wericha, až po období swingu, Karla Vlacha, píseň masovou a Semafor.
Průvodcem pořadu měla být semaforská dvojice S+Š. Po předčasné smrti Jiřího Šlitra však seriál z pozice osamoceného moderátora dotočil už jen Soeldnerův druhý bratranec, herec, básník, divadelník a spoluzakladatel divadla Semafor, Jiří Suchý.
Den po dokončení posledního čtrnáctého dílu, 15. srpna 1970, Ivan Soeldner cestou do Olomouce za manželkou a malým synem tragicky zahynul při nezaviněné autonehodě. Uprostřed obce Koclířov, pod koly nákladního automobilu s řidičem, kterému naměřili 2,3 promile alkoholu. Se Soeldnerem zahynula i stopařka, matka dvou dětí.
Po sametové revoluci obdržel 20. března 1991 od rehabilitační komise Unie Českého filmového a Českého televizního svazu (FITES), zastoupené Jiřím Krejčíkem a Pavlem Taussigem, morální rehabilitaci in memoriam za křivdy spáchané komunistickým režimem od roku 1969 do roku 1989. Režisér Rudolf Krejčík o něm natočil jeden z historicky posledních krátkých filmových týdeníků pro tuzemská kina, s názvem Pod značkou SOE (1990).
V rámci doprovodného programu 59. ročníku Zlín Film Festivalu, v květnu 2019, proběhla vernisáž s výstavou zhruba osmi desítek nejzajímavějších fotografií Ivana Soeldnera v prostorách zlínské Alternativy. Komentovanou prohlídku vedl profesor Pavel Dias, fotograf, pedagog a dlouholetý Soeldnerův kamarád a soused. Pár slov pronesli také prezident festivalu Čestmír Vančura a herečka Dana Morávková.
Na práci v médiích navázal syn David Soeldner, věnující se především sportovní žurnalistice, zejména lednímu hokeji.